# Лензан
Лензан (њем. Lensahn) општина је у њемачкој савезној држави Шлезвиг-Холштајн. Једно је од 36 општинских средишта округа Остхолштајн. Према процјени из 2010. у општини је живјело 5.003 становника. Посједује регионалну шифру (AGS) 1055027.

## Географски и демографски подаци
Лензан се налази у савезној држави Шлезвиг-Холштајн у округу Остхолштајн. Општина се налази на надморској висини од 17 метара. Површина општине износи 27,7 km². У самом мјесту је, према процјени из 2010. године, живјело 5.003 становника. Просјечна густина становништва износи 181 становника/km².